# Stazione di Tsuruhashi
La stazione di Tsuruhashi (鶴橋駅?, Tsuruhashi-eki) è una delle principali stazioni della parte sud-orientale della linea Circolare di Ōsaka, nonché nodo di interscambio per la metropolitana e le Ferrovie Kintetsu, che possiedono una loro stazione in comunicazione con quella delle ferrovie JR. La stazione si sviluppa al confine dei quartieri di Tennōji-ku e Ikuno-ku.

## Linee

### Treni
- JR West
  - ■ Linea Circolare di Ōsaka
- Ferrovie Kintetsu
  - ● Linea Kintetsu Ōsaka
  - ● Linea Kintetsu Nara

### Metropolitane
- Metropolitana di Osaka
  -  Linea Sennichimae